# La Niña
La Niña fue una de las dos carabelas (Santa María era una nao) que usó Cristóbal Colón en su primer viaje al Nuevo Mundo en 1492, junto a la Pinta y la Santa María, que era la nao capitana (el navío que dirigía la expedición al ir en él Colón). Posteriormente atravesó el Atlántico en muchas expediciones descubridoras y exploradoras del nuevo continente.

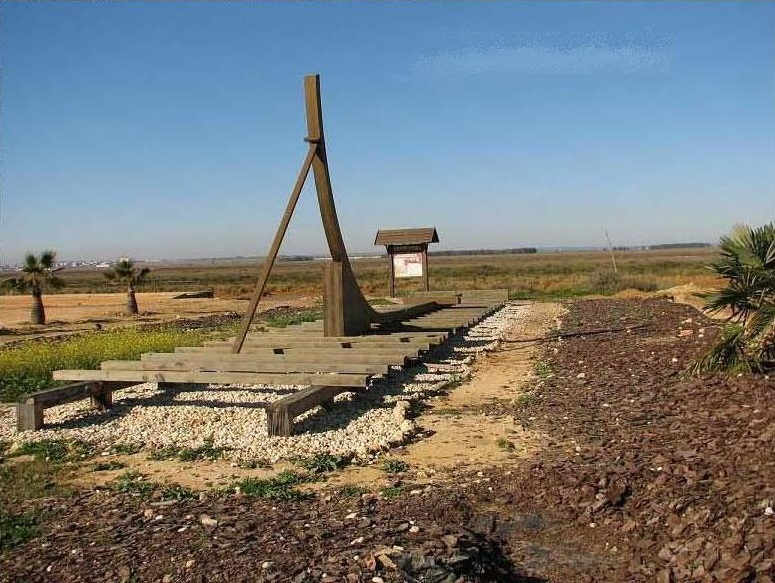
Recreación de los astilleros de la Niña, en el Puerto de Moguer.

## Participación en el primer viaje de Colón
La Niña fue mandada construir en 1488 por el armador moguereño Juan Niño en los antiguos astilleros del puerto de Moguer. En su botadura sobre el río Tinto, la nave recibió el nombre de Santa Clara en honor al monasterio de Santa Clara de dicha localidad, aunque pasó a la posteridad con el apellido familiar de su propietario. Los gastos de la Niña y la Pinta para el viaje de Colón corrieron por cuenta del concejo de Palos, en pago de una sanción impuesta por la Corona.
La Niña partió, junto a la Pinta y la Santa María, al viaje descubridor el 3 de agosto de 1492 del puerto de Palos.
La lista de los tripulantes de la Niña en el primer viaje descubridor de 1492 es tema de debate, ya que se desconoce con exactitud la tripulación completa que participó en el primer viaje descubridor, salvo los nombres más conocidos, como Vicente Yáñez Pinzón su capitán, o Juan Niño, propietario y maestre de la embarcación. Existen diversas listas propuestas para los tripulantes que participaron en el viaje descubridor, sin embargo es la de la historiadora norteamericana Alice Bache Gould la que, hasta el momento, se tiene como más autorizada por su exhaustivo estudio de las fuentes documentales originales, extraídas de los diversos archivos estatales españoles. La siguiente lista de los posibles tripulantes de esta carabela está elaborada siguiendo los datos de Alice B. Gould, cotejándolos con los de diversos autores.
| Posible tripulación de la “Niña” |
| --- |
| Oficiales - Vicente Yáñez Pinzón, capitán. (Palos). - Juan Niño, maestre, y propietario. (Moguer). - Sancho Ruiz de Gama, piloto. - Bartolomé García, contramaestre. (¿Palos?). - Diego Lorenzo, alguacil. (Huelva). Marineros - Alonso de Morales. (Moguer). - Bartolomé Roldán. (Moguer). - Juan Arráez. (¿Palos?). - Juan Martínez de Azoque. (Deva). - Juan Romero. (¿Palos?) (¿Huelva?). - Juan Ruiz de la Peña. (Vizcaíno). - Pedro Arráez. (¿Palos?). Grumetes - Andrés de Huelva. - Fernando de Triana. - Francisco de Huelva. (Huelva). - García Alonso. (¿Palos?). Otros oficios - Maestre Alonso, físico. (Moguer). - Juan de Medina, sastre. (Palos). |

Su primitivo velamen latino fue transformado a velas cuadradas en la escala que la flotilla descubridora realizó en las Islas Canarias, y ya en la isla de La Española se le instaló, junto a sus palos de trinquete, mayor y contramesana, un nuevo palo de mesana. Las velas de la Niña carecían de rizos, por lo que no tenían un sistema de cabos que permitiera reducir la superficie en caso de fuerte viento. Las jarcias que sostenían los palos estaban enganchadas en los costados del buque. La carabela carecía de castillo de proa, mientras que el alcázar era bastante pequeño.
El 12 de octubre de 1492 el viaje arribó y descubrió el Nuevo Mundo. Tras el encallamiento de la carabela Santa María el 25 de diciembre de 1492, la Niña se convirtió en la nave capitana de la expedición. Colón no tuvo otra elección, ya que la Pinta llevaba varias semanas explorando por su cuenta. Al mando de la Niña regresó Colón a Europa.
En el tornaviaje, el 14 de febrero de 1493, a la altura de las Islas Azores la Niña se cruzó con una fuerte tempestad que estuvo a punto de hacerla naufragar. En tan difícil trance, Cristóbal Colón, decidió echar en suerte la promesa de peregrinar en romería a cuatro templos cristianos (Voto colombino). La Niña se vio obligada a atracar en las Islas Azores, ubicadas a 850 millas de Portugal y controladas por este reino. Allí, parte de los hombres de Colón fueron arrestados y liberados posteriormente para, a causa de otro temporal, terminar atracando en Lisboa el 4 de marzo. Allí Colón se entrevistó con el rey Juan II de Portugal y le informó de su descubrimiento.

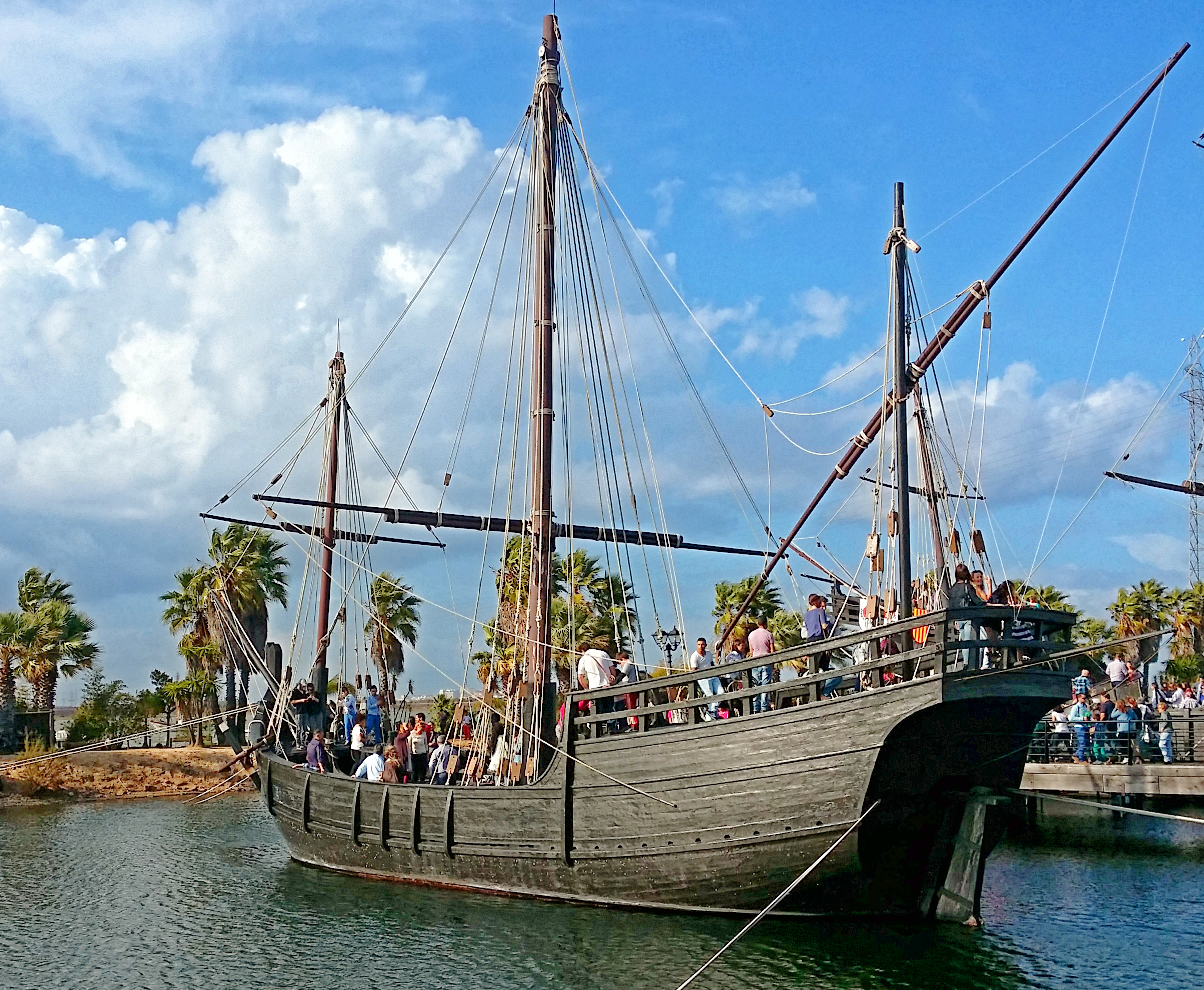
Réplica de la Niña en el Muelle de las Carabelas. La Rábida, Palos de la Frontera.

Llegaron por fin de nuevo al puerto de Palos el 15 de marzo de 1493.

## Participación en el segundo viaje de Colón
El 25 de septiembre del mismo año la carabela la Niña formó parte de la flotilla del segundo viaje de Colón. Ya en las nuevas tierras, partió como capitana de un viaje de exploración en el que se descubrieron la costa sur de Cuba y Jamaica. El 30 de junio de 1494, durante el regreso de este viaje, la Niña tocó fondo y sufrió daños.
En el puerto de la Isabela, en la Española un ciclón hundió, en el verano de 1495, a todos los barcos amarrados a puerto, excepto a esta carabela, que aunque sufrió daños, fue el único navío que no naufragó. Para suplir las naves hundidas, construyeron una nueva carabela, siguiendo el modelo de la Niña, a la que denominaron Santa Cruz, conocida también como La India que fue el primer buque construido en América por los españoles. El 11 de junio de 1496 regresó a España con Colón a bordo, como nave capitana.

## Viajes posteriores
En los años posteriores, pasó a ser propiedad de la Corona española, encomendase el gobierno de la Niña a Alonso Medel, quien realizó con la carabela varios viajes comerciales. En el transcurso de una de estas expediciones fue capturada por barcos corsarios franceses, algunos de cuyos tripulantes, naturales de El Puerto de Santa María, fueron sobornados con 30 ducados por Medel, y ayudaron al español a escapar de los corsarios.
En septiembre de 1497 participó en un viaje comercial a Roma, ciudad en la que había sido fletada por Marco de Baeza. En el tornaviaje fue asaltada y apresada por un corsario en el puerto de Cagliari. Tras su liberación, regresó de nuevo a las Indias participando en actividades mercantiles y de exploración de las islas y costas americanas.
El último viaje de la Niña fue una expedición a La Española, después de que el navío fuese reparado y calafateado en Palos, con un coste de 35.000 maravedíes. Apenas 35 días después de su partida, la Niña arribó a la actual Haití en uno de los viajes trasatlánticos más rápidos de la historia.
A partir de ese momento hubo más fiables de la suerte de la Niña, aunque una mención a una carabela Santa Clara, gobernada por Alonso Prieto en 1508, lleva a pensar que la carabela moguereña, una de las naves más famosas de la historia, navegó todavía unos años más entre el viejo y el nuevo continente.

## Réplicas

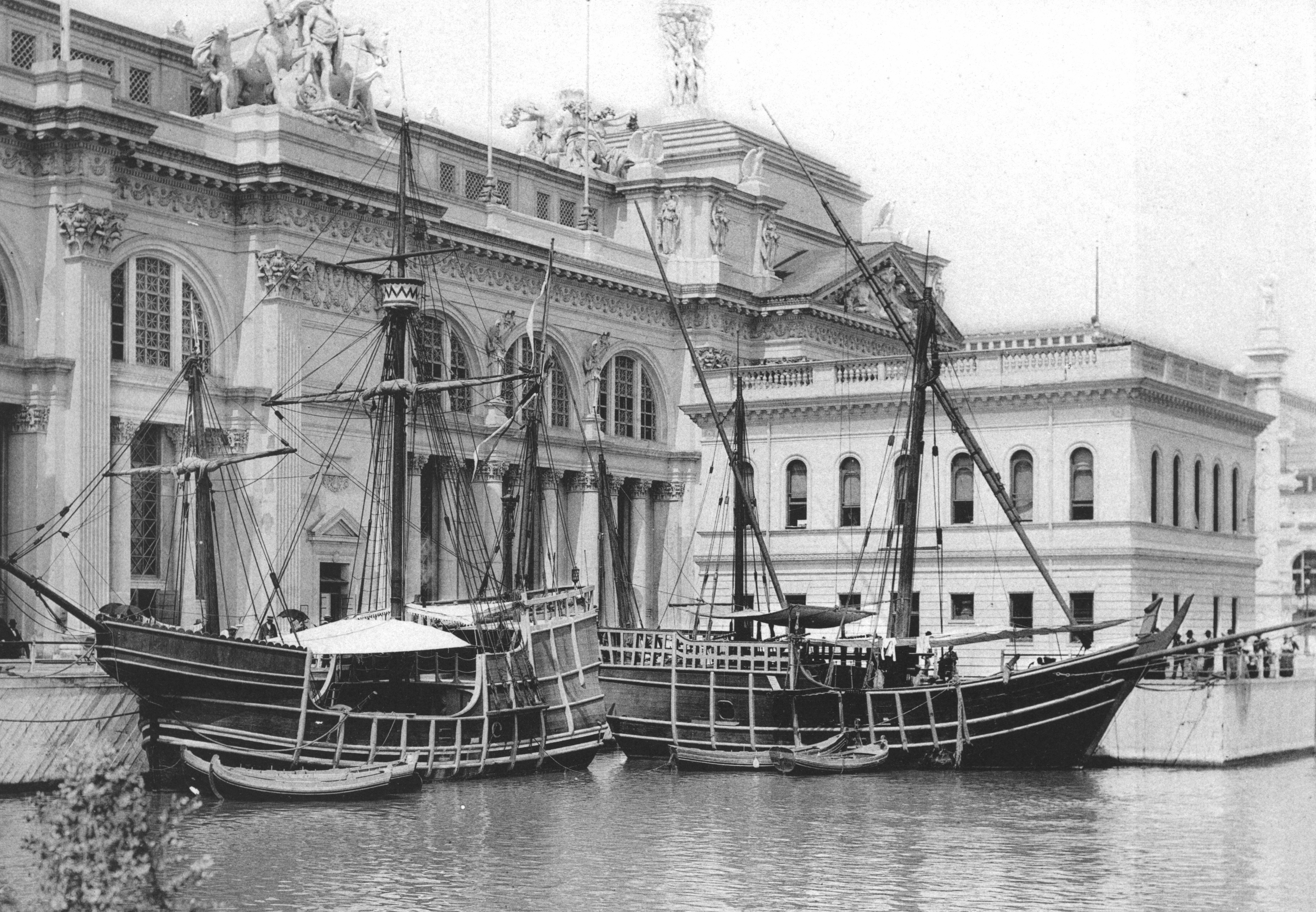
Réplicas de la Niña y la Pinta, en la Exposición Mundial Colombina de Chicago, construidas en 1892.
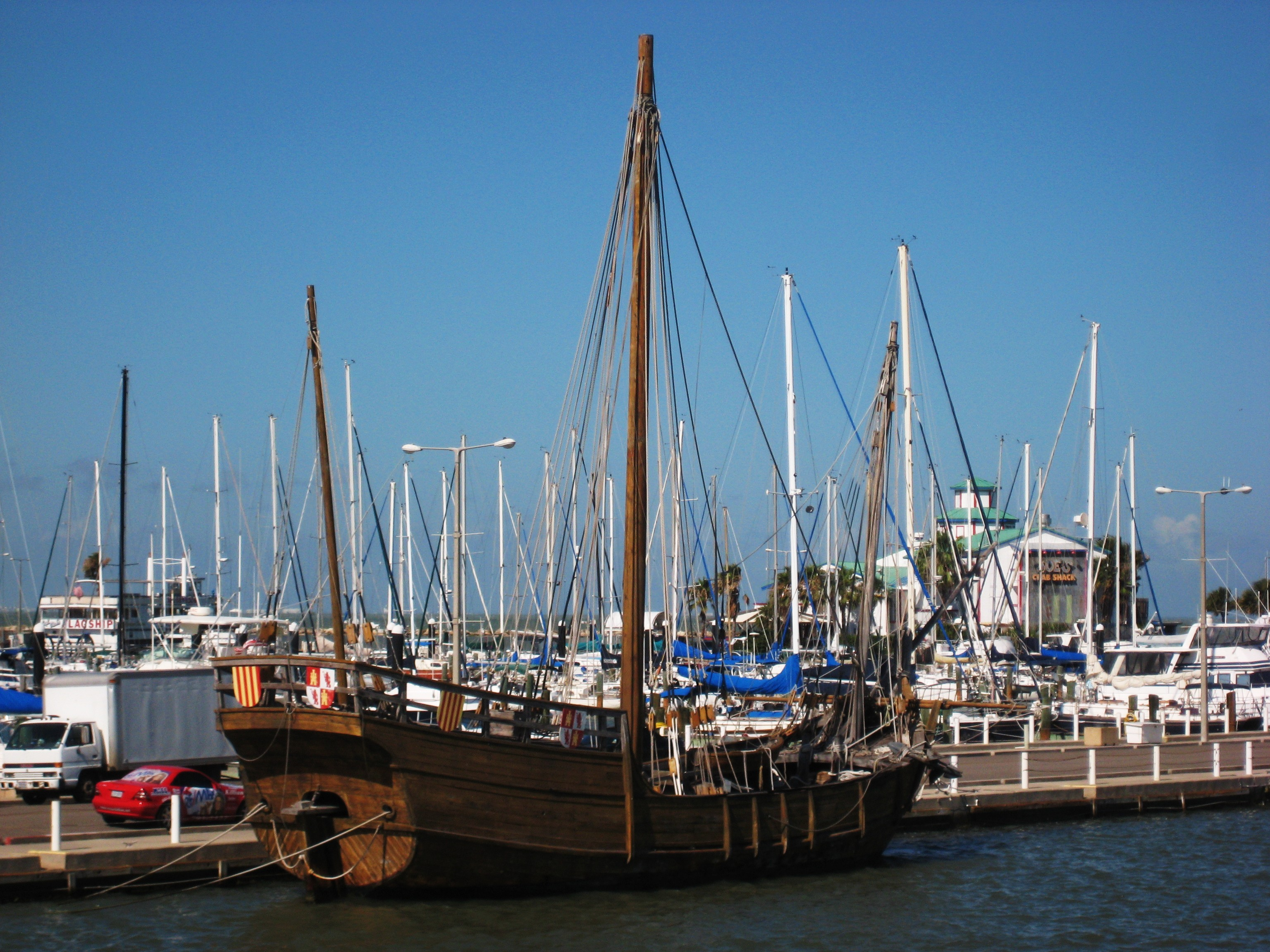
Réplica de la Niña en el puerto de Corpus Christi, Texas, construida en 1990.
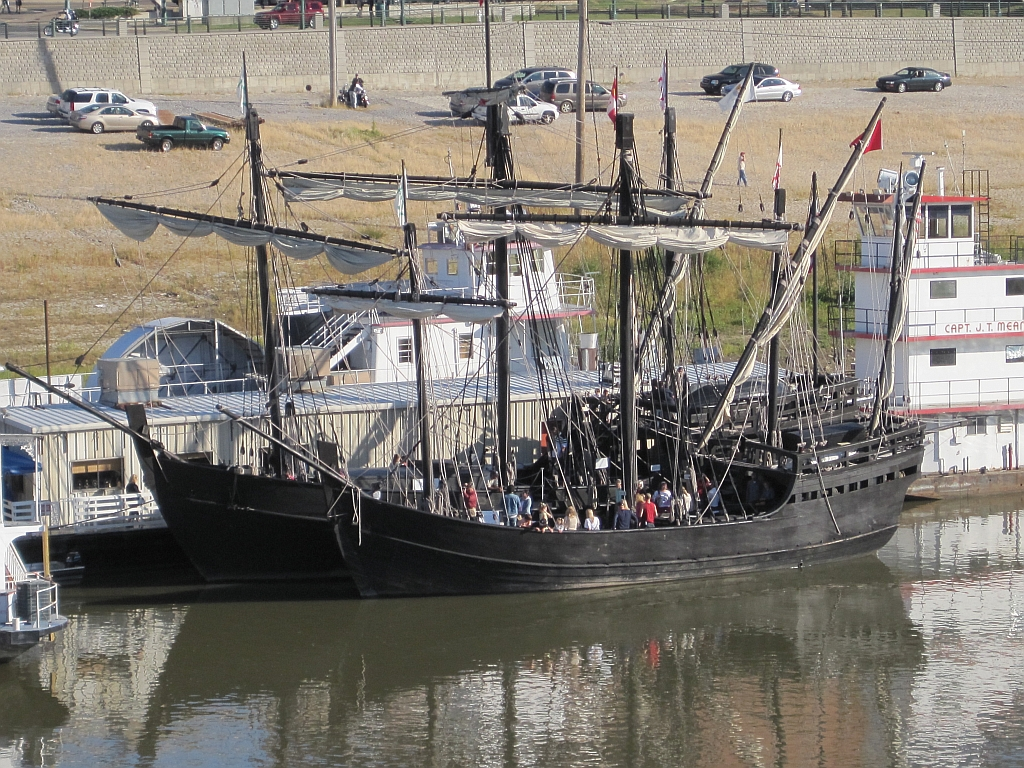
Réplicas de la Niña y la Pinta en Memphis, construidas en 1991.
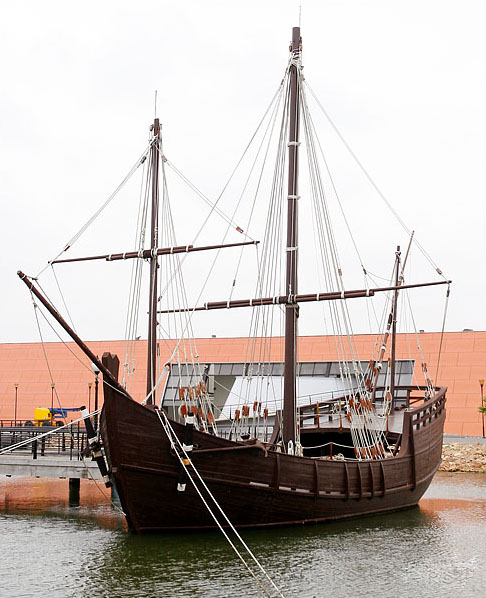
Réplica de la Niña en el Muelle de las Carabelas de La Rábida (Palos de la Frontera), construida en 1992.
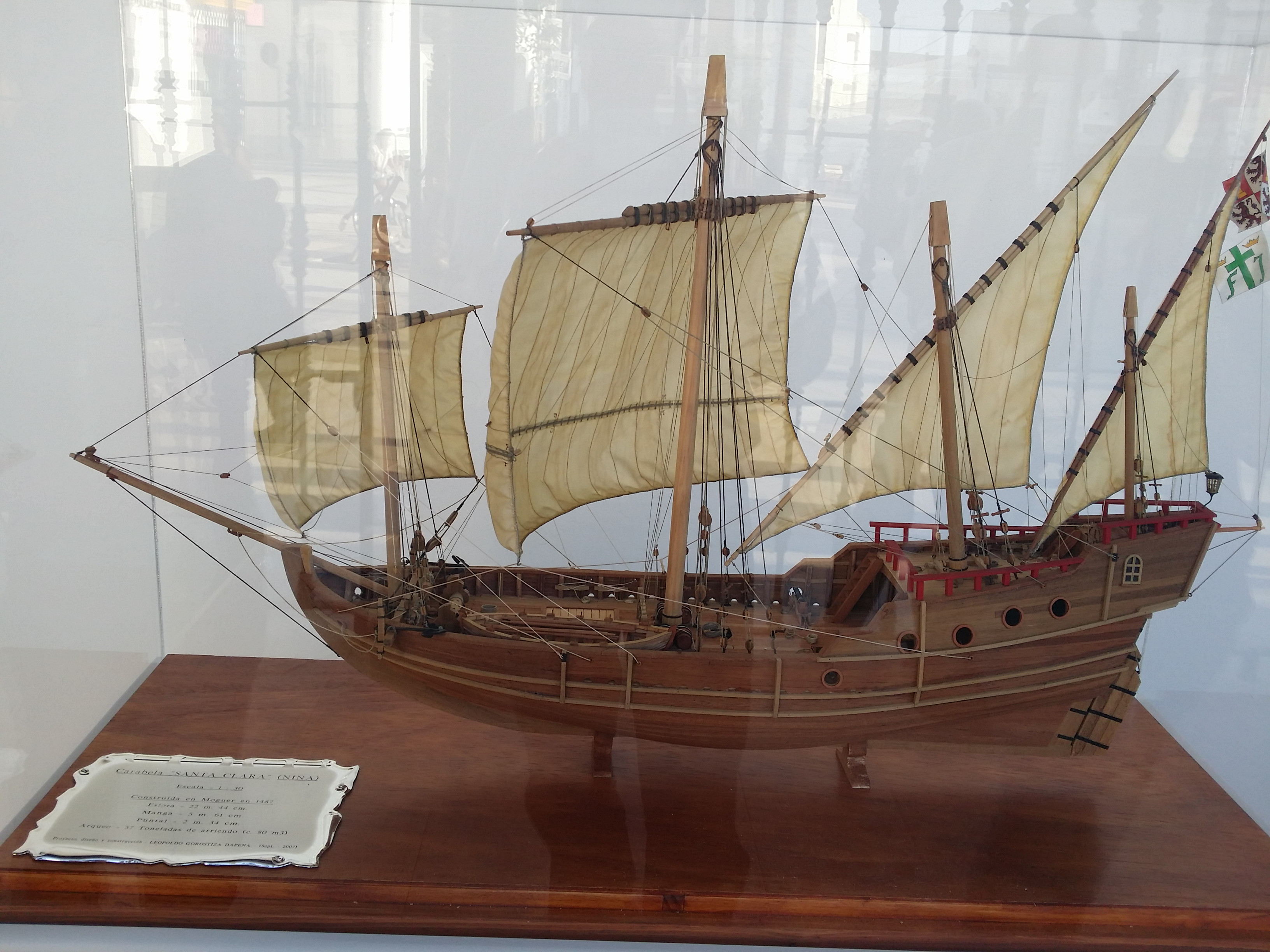
Maqueta de la Niña, conforme a la investigación recogida en el libro Barcos y hombres del Descubrimiento, construida en 2015